# マシュー・ライナル
マシュー・ライナル（Mathieu Raynal、1981年8月9日 - ）は、フランスのラグビーユニオンレフリー（審判員）。フランス・ペルピニャン出身。

## 略歴
20歳からレフリーを始めた。
そして2015年、2015年W杯の担当レフリーになって現在も継続中。